# Minneapolis, Northfield and Southern Railway
Le Minneapolis, Northfield and Southern Railway (sigle de l'AAR: MNS) était un petit chemin de fer américain de classe I, qui reliait Minneapolis et Northfield sur une distance de 140 km. Il fut créé en 1918 pour reprendre les lignes de l'ancien Minneapolis, St Paul, Rochester and Dubuque Electric Traction Company, connu aussi sous le nom de Dan Patch Lines. En dépit de son nom, ce dernier ne fut jamais électrifié; il utilisait des locomotives à vapeur pour le transport des marchandises, et de toutes nouvelles machines gaz-électrique pour son service  voyageurs interurbain. Le 2 juin 1982, il fut acquis par le Soo Line Railroad. Il conserva son autonomie jusqu'à sa fusion officielle qui eut lieu le 1er janvier 1986.

## Les Dan Patch Lines
Marion W. Savage, propriétaire de chevaux de race Dan Patch, souhaitait mettre en place un chemin de fer électrique qui relierait les Twin Cities (Minneapolis et Saint-Paul, Minnesota) à son ranch situé au sud de la rivière Minnesota. En 1902 il acheta des Dan Patch pour la somme astronomique de 62 000 $, et commença à faire la promotion de ses protégés.
Savage et ses partenaires choisirent comme point de départ pour leur chemin de fer, la limite entre Richfield et Minneapolis, et plus précisément au niveau de l'intersection de la 54e rue et de l'avenue Nicollet. Cet endroit était le terminus de la ligne de tramway « Nicollet » de Minneapolis; ainsi les voyageurs pouvaient facilement embarquer sur le réseau du Dan Patch qui lui était adjacent. La nouvelle compagnie fut baptisée Minneapolis, St. Paul, Rochester and Dubuque Electric Traction Company, mais personne n'utilisait le nom en entier, les voyageurs préférant le surnom « Dan Patch Line. » La construction débuta en 1908, et atteignit finalement Northfield à la fin 1910.
À Richfield, la compagnie construisit 4 stations avec des quais le long de l'avenue Nicollet : à la ferme Bachman sur la 62e rue, à la ferme Goodspeed sur la 66e, à la ferme Irwin sur la 72e et à la ferme Wilson sur la 78e. La compagnie développa également une aire de pique-nique appelée Antlers Park située sur le lac Marion près de Lakeville. Les primeurs et les fermiers de Richﬁeld utilisaient le Dan Patch railroad pour acheminer leurs productions et leurs produits laitiers.
À l'origine la Dan Patch Line devait être électrifiée, mais ce projet ne fut jamais réalisé. La compagnie utilisait des locomotives à vapeur pour ses trains de marchandises et des locomotives gaz-électrique pour ses passagers. Savage qui avait un penchant pour le style première classe, fit construire de luxueuses voitures avec une touche d'élégance victorienne.
La direction lutta désespérément pour dégager des profits. Selon certains rapports, la compagnie avait un operating ratio abyssal de 147 %, alors qu'idéalement il aurait dû se situer à moins de 80 %. L'exploitation de la ligne ne dura même pas une semaine après la mort brutale du Colonel Savage, et la compagnie fut placée en redressement judiciaire le 16 juillet 1916.

## Le Minneapolis, Northﬁeld and Southern Railroad
Quatre jours après la banqueroute, Charles P. Bratnober (président du Minneapolis, Anoka and Cuyuna Range Railroad) fut désigné administrateur. Après la forclusion, le Minneapolis, Northﬁeld and Southern Railroad, créé en juin 1918 dans le Dakota du Sud, racheta ce qui restait de l'ancienne compagnie de Savage le 6 août 1918. Les nouveaux propriétaires tirèrent profit de cette ligne reliant Northfield à Minneapolis, et mirent en avant ses capacités de contournement des dépôts de marchandises surchargés de la région des Twin Cities. À côté de son activité marchandise, le MNS poursuivit son service passagers avec ses automotrices gaz-électrique entre Minneapolis, Antlers Park et Northfield jusque dans les années 1940. Jusqu'à la Grande Dépression, le MNS utilisa également des droits de circulation sur le Chicago Great Western Railway entre Northfield, Randolph et Mankato; après l'arrêt de son service passagers, il conserva ses droits de circulation jusqu'à Randolph pour son activité marchandises.
La dernière partie de sa ligne principale allait jusqu'à ce qui est devenu de nos jours le métro ouest des Twin Cities. L'extrémité nord de la ligne partait de la MNS Junction de Crystal (au nord-ouest de Minneapolis), où elle se connectait avec le Minneapolis, St. Paul and Sault Ste. Marie Railroad (Soo Line), puis elle desservait New Hope, Golden Valley, St Louis Park, Edina, Bloomington, Savage (permettant une connexion au Chicago, St. Paul, Minneapolis and Omaha Railway, alias Omaha Road), Lakeville et enfin Northfield, lieu de connexion avec le Chicago Great Western Railway, le Chicago, Milwaukee, St. Paul and Pacific Railroad (ou Milwaukee Road), et le Chicago, Rock Island and Pacific Railroad (ou Rock Island). Les ateliers se trouvaient à Glenwood à l'ouest de Minneapolis. Il y avait enfin des connexions avec le Minneapolis and St. Louis Railway et le Great Northern Railway.
Après l'arrêt de son service passagers, le MN&S développa son service marchandises qui permettait de gagner du temps puisqu'il évitait les dépôts de fret de Minneapolis et de St. Paul. Le MN&S abandonna la vapeur au profit des locomotives diesel-électrique.

## La vente au Soo Line Railroad et son utilisation courante
Le Soo Line Railroad racheta le MN&S le 2 juin 1982 afin de desservir Northfield, avant de racheter le Chicago, Milwaukee, St. Paul and Pacific Railroad (Milwaukee Road) en 1985. Le MN&S conserva son autonomie jusqu'à sa fusion officielle dans le SOO qui eut lieu le 1er janvier 1986.
La Dan Patch Line est toujours exploitée par le Canadien Pacifique, maison mère du Soo Line Railroad. Cependant, un projet de train de banlieue est à l'étude sur l'ex-Dan Patch Line.
Désormais, le gros du trafic vers les Twin Cities se fait via le Twin Cities and Western Railroad (dans le sens est-ouest) et via le Progressive Rail (dans le sens nord-sud).